# GNU Screen

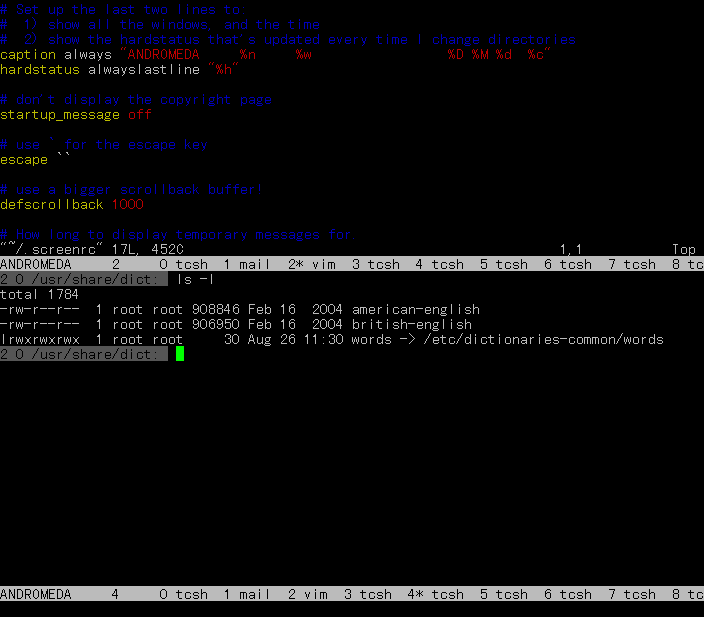
Interface do GNU.

GNU Screen é um software livre multiplexador de terminal de linha de comando desenvolvido pelo Projeto GNU.  Permite que o usuário acesse múltiplas sessões separadas de terminal a partir de uma mesma janela ou mesmo remotamente. É muito útil para manipular vários programas em uma mesma janela ou mesmo para manter processos em execução de fundo.

## Recursos
GNU Screen pode ser considerado como uma versão modo texto dos gerenciadores de janelas gráficas. Além de permitir que vários programas modo texto sejam executados ao mesmo tempo, provê funcionalidades tais como:
- Persistência.  Similar ao VNC, GNU Screen permite que o usuário inicie uma aplicação em um computador e então se conecte remotamente e continue a utilizar o mesmo programa, facilitando assim integração entre os diversos ambientes computacionais utilizados pelo usuário. A abstração do tipo de terminal em uso facilita ainda mais tal tarefa, pois as aplicações podem ser utilizadas independentemente do tipo de terminal disponível para o acesso.
- Múltiplas janelas.  Múltiplas sessões de terminal podem ser criadas, cada uma numerada de modo a permitir a transição entre elas a partir do teclado.
- Compartilhamento de sessões. Screen permite que múltiplos computadores se conectem a uma mesma sessão ao mesmo tempo, possibilitando assim a colaboração entre usuários. Outra forma seria a utilização de um mesmo computador ligado a vários monitores, compartilhando assim um mesmo recurso computacional entre os usuários.

## Outros multiplexadores de terminal
- dtach — uma implementação minimalista de um subconjunto das funcionalidades do Screen.
- Text windows (Twin) — um ambiente em modo texto.
- splitvt — divisor de terminais.